# Стрел, Мартин
Мартин Стрел (род. 1 октября 1954, Мокроног-Требелно, Югославия) — словенский пловец на сверхдальние дистанции. Установил несколько мировых рекордов в этой дисциплине.
Стал первым человеком на Земле, преодолевшим вплавь Амазонку. Пятидесятидвухлетний Словенец проплыл 5268 километров по самой полноводной реке мира, по 80 километров в течение 66 дней. Стартовав у истока реки в Перу, он закончил своё путешествие в устье реки около бразильского города Белен. Своим поступком спортсмен хотел привлечь внимание общественности к проблеме вырубки амазонских лесов.
Ранее Мартин Стрел покорил такие реки как Дунай (расстояние в 504 километра непрерывно в течение 84 часов), Миссисипи (расстояние в 3800 километров он преодолел за 68 дней), Янцзы, а также Гибралтарский пролив, за что вошёл в Книгу рекордов Гиннесса.
В 2009 году на экраны вышел документальный фильм «Человек Большой реки», рассказывающий о Стреле.